# Loutrá (Kýthnos)
Loutrá (en grec moderne : Λουτρά, « Les Bains ») est un village de Kýthnos, en Grèce. Selon le recensement de 2011, il compte 81 résidents permanents travaillant dans le tourisme et la pêche,.
Le village se trouve dans la partie nord-est de l'île, à 5 km de Chóra (Kýthnos) et à 11 km de Mérichas. Le village de Loutrá doit son nom aux bains thermaux près des sources chaudes, déjà connus à l'époque romaine.

## Ηistoire
Près de Loutrá se trouve le site archéologique de Maroulás, qui abrite des vestiges datant du mésolithique. La région de Loutrá est habitée depuis l'Antiquité grâce à la présence d'eau douce et d'un port naturel.
Bien que les sources aient été exploitées dès l'Antiquité, les premières installations pour l'exploitation des sources thermales (d'Ágii Anárgyri et de Kákavos) ont été construites en 1782, pendant l'occupation ottomane, par Nikólaos Mavrogénis, l'interprète de la flotte ottomane. C'est à cette époque que l'on découvrit les propriétés thérapeutiques des sources et que, sur recommandation de la faculté de médecine, on commença la construction du complexe thermal qui, selon les habitants, n'était jusqu'alors utilisé par les autochtones que pour le piétinement et le lavage des couvertures et des tapis.
L'établissement thermal d'origine a été achevé en 1857 d'après les plans de l'architecte danois Christian Hansen (en) et de son assistant Laurent, qui était responsable de la réalisation. Quelques années plus tard, le bâtiment néoclassique adjacent, avec un toit en tuiles, a été construit selon les plans d'Ernst Ziller. Dans le port de Loutrá, on chargeait le minéral de la montagne de Kákavos,.
Loutrá a reçu l'électricité pour la première fois en 1932 grâce à un don de la famille Kanellópoulos. En mai 1941, pendant l'occupation de la Grèce par les forces de l'Axe, des troupes italiennes ont débarqué à Loutrá. Loutrá a commencé à se développer dans les années 1980. Le village dispose aujourd'hui d'un port de plaisance et d'une cabane pour les pêcheurs.

## Hydrologie
Les roches de cette région sont généralement perméables. Des fosses septiques perméables sont utilisées, ce qui entraîne une pollution de la nappe phréatique. Des forages effectués à Loutrá ont montré que l'eau est potable dans des limites acceptables, contrairement à la plupart des autres régions de Kýthnos, où ce n'est pas le cas.

### Sources thermales
Il existe deux sources thermales d'origine volcanique à Loutrá :
La source thermale Ágii Anárgyri (qui se déverse dans le centre d'hydrothérapie) :
- plus de 15 000 mg de solides dissous par litre d'eau, principalement du chlore et du sodium.
- une température de l'eau de 38° Celsius
- modérément radioactive avec une concentration de 25 Mach

Source thermale de Kákavos (à 50 mètres de la source d'Ágii Anárgyri, se déverse directement dans la mer) :
- source alcaline ferrugineuse contenant de l'iodure de sodium, du bromure et du chlorure
- température de l'eau de 52 °C
- faiblement radioactive avec une concentration de 4,1 Mach

Ces deux sources thermales font parties des 84 sources thermales certifiées et reconnues au Journal officiel du gouvernement (FEK).

## Fouilles archéologiques
Des fouilles ont permis de découvrir des habitations rondes antiques, des tombes et un squelette humain ainsi que des outils de pierre en silex, en quartz et en obsidienne.

## Galerie

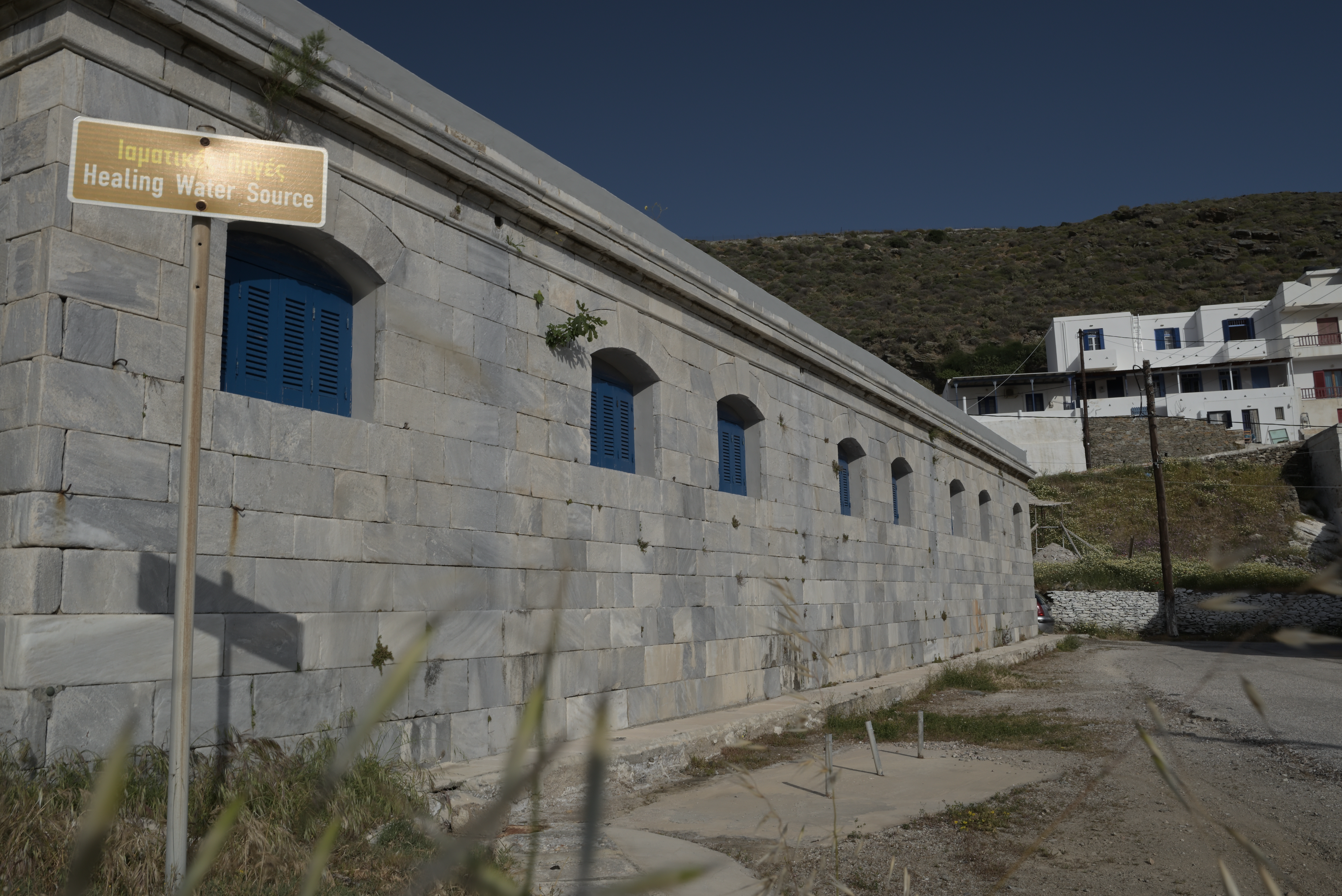
Le centre d'hydrothérapie
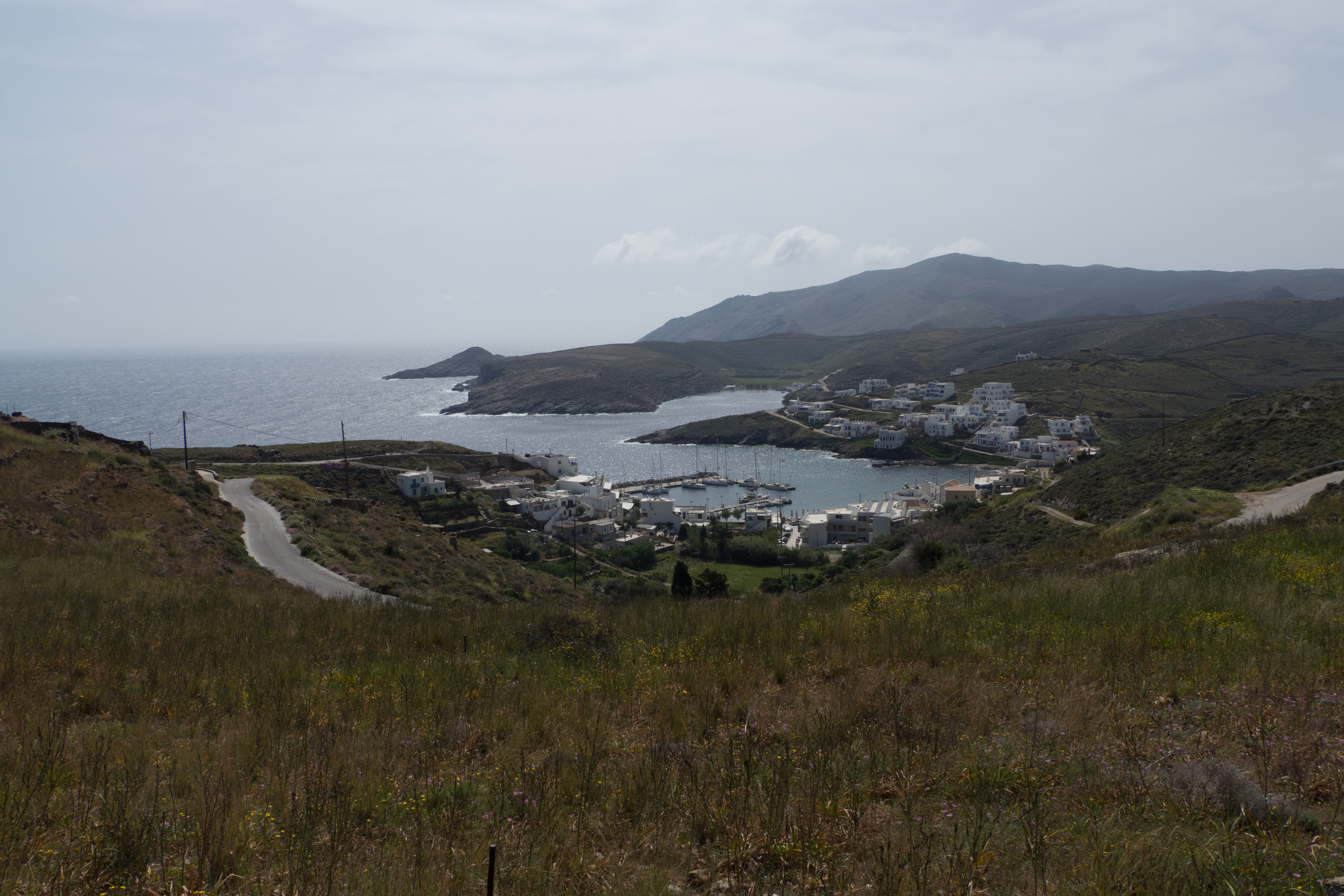
Vue distante du village
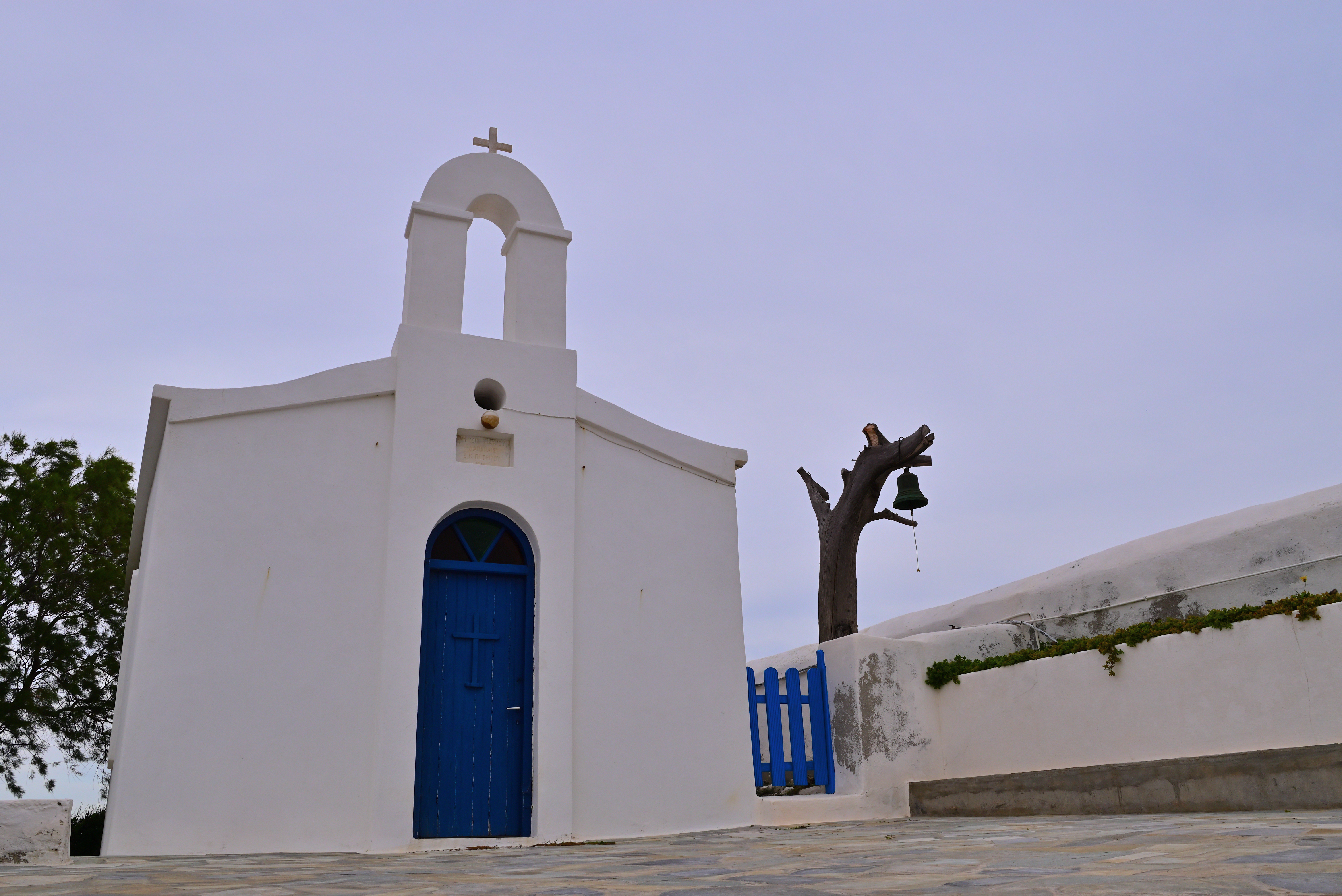
L'église du Stavrós